# Manoir de Bléhéban
Le manoir de Bléhéban est situé à Caden en France.

## Localisation
Le manoir est situé sur le territoire de la commune de Caden, au lieu-dit Bléhéban, dans le département du Morbihan en région Bretagne.

## Description
Le manoir date du XVIIIe siècle, édifice à un étage carré, élévation à travées, construit en moellons et pierre de taille de granite. Toiture à longs pans recouverte d'ardoises, pignon découvert. Escalier dans- œuvre : escalier tournant à retours sans jour.

## Historique
Édifice du XVIIIe siècle dont il manque l'aile nord, symétrique de l'aile sud par rapport à l'escalier.
Le manoir est inscrit à l'inventaire général du patrimoine culturel.